# Dilbar (яхта)
Dilbar — супер-яхта, спущена на воду 14 листопада 2015 року на німецькій верфі Lürssen і поставлена замовнику в 2016 році. Була побудована як проект Омар. Дизайн інтер'єру Dilbar був розроблений Ендрю Вінчем, а зовнішній дизайн — Еспеном Оейно.
Станом на 2020 рік Dilbar є шостою за довжиною яхтою у світі. З 15,917 GT, це третя за об*ємом яхта після Fulk Al Salamah і REV Ocean.
Яхта належить російському мільярдеру Алішеру Усманову. Повідомляється, що вона коштувала 800 мільйонів доларів, на ній працює 84 члена екіпажу на повний робочий день і вона містить найбільший критий басейн, встановлений на суперяхті об'ємом 180 кубічних метрів. Раніше він володів іншою, більшою яхтою також під назвою Dilbar (у 2018 році перейменована в Al Raya).

## Нагороди
Яхта була визнана моторною яхтою року у 2016 у категорії водозміщених моторних яхт 3000 GT і вище. 

## Дизайн
Довжина яхти 156 м (511 фут 10 дюйм), з міделем 24 м (78 фут 9 дюйм) і осадкою 6,1 м (20 фут 0 дюйм).

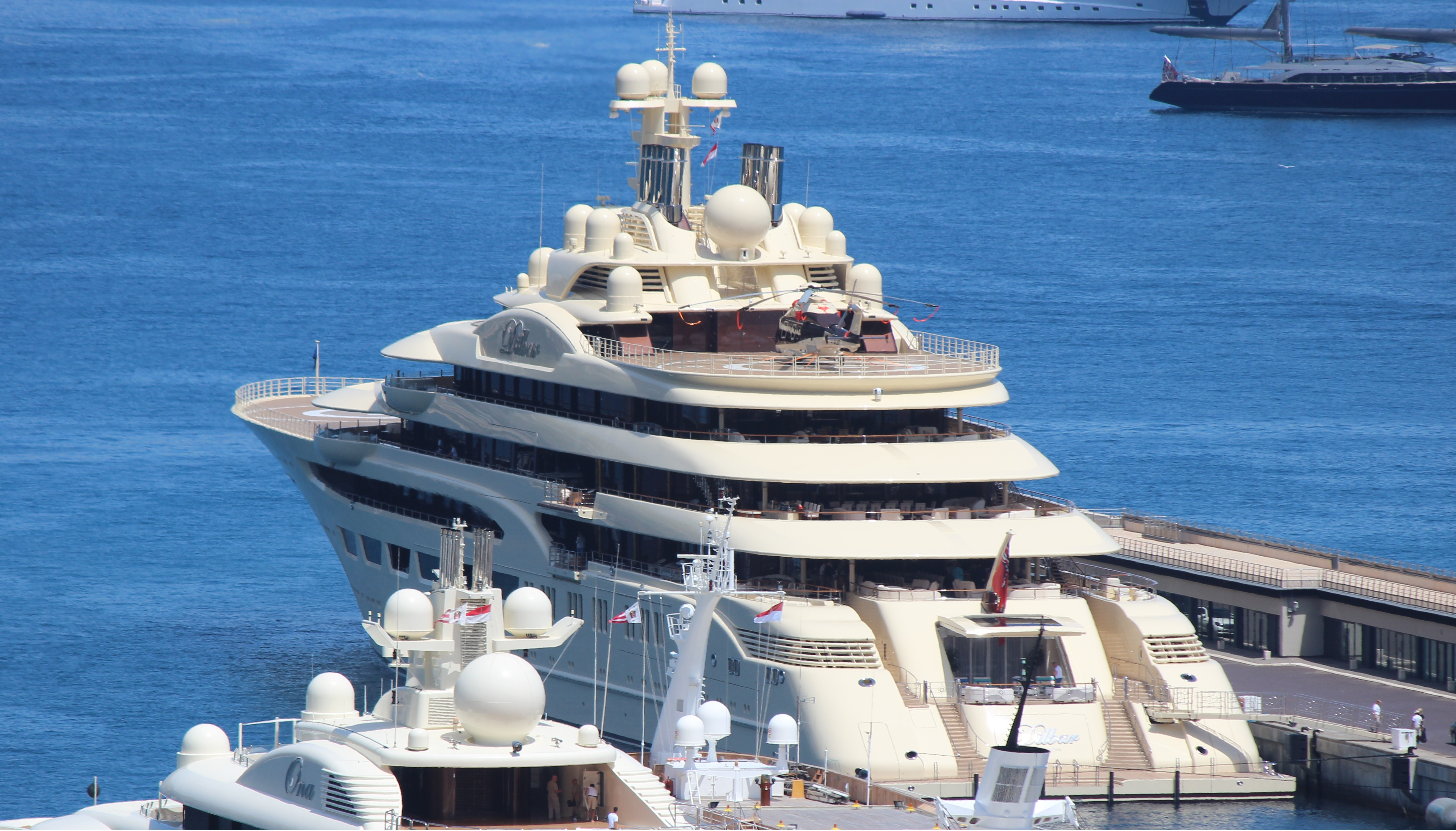
Ділбар у порту Геркулес, Монако, 2017 рік з гелікоптером на борту

Dilbar має водотоннажний сталевий корпус з алюмінієвою надбудовою, з тиковими палубами і була побудована відповідно до правил класифікаційного товариства Регістру Ллойда та відповідає вимогам SOLAS (Безпека життя на морі). Корабель зареєстрований на Кайманових островах.

## Арешт яхти
2 березня 2022 в руслі європейських санкцій проти російських путінських олігархів із-за нападу на Україну, влада Німеччини заарештувала яхту Dilbar в доці Blohm & Voss міста Гамбург.